# En ängel vid mitt bord
En ängel vid mitt bord är en nyzeeländsk film från 1990, regisserad av Jane Campion. Filmen är baserad på romanförfattaren Janet Frames liv från hennes självbiografiska trilogi – Till landet Är (1982), En ängel vid mitt bord (1984) och Sändebud från Spegelstaden (1984).

## Handling
Med sitt stora röda hår blir unga Janet retad redan i barndomen och får svårt med sociala relationer. Hon har också flera svåra avsked i sin barndom, med exempelvis dödsfall inom familjen. Hon studerar till lärare, men klarar inte pressen och blir inlåst på ett mentalsjukhus i flera år. När hon återvänder till sin barndoms dröm att skriva blir hon berömd. När hon vinner ett litterärt pris undkommer hon med bara några dagar att bli lobotomerad som bot mot sin schizofreni. 
Hon får ett författarstipendium och reser till Europa för att resa runt och att skriva. Hon lär sig hantera sociala relationer och upplever kärlek, inspiration och vänskap, men möter också utmaningar. Bland annat tar hon tag i sitt förflutna i en ny tungsint period, då hon går till botten med den diagnos hon tidigare fått, men som då visar sig varit felaktig. Hon får hjälp av en terapeut att bearbeta den felaktiga diagnosen liksom vården på mentalsjukhus och kommer genom detta också vidare i sitt skrivande.

## Rollista (urval)
- Kerry Fox - Janet Frame
- Iris Churn - mor
- Kevin J. Wilson - far
- Melina Bernecker - Myrtle